# 棒距玉凤花
棒距玉凤花（学名：Habenaria mairei）为兰科玉凤花属下的一个种。

## 扩展阅读
- 維基物種上的相關：棒距玉凤花